# Copa da Escócia de 1925–26
A Copa da Escócia de 1925-26 foi a 48º edição do torneio mais antigo do futebol da Escócia. O campeão foi o St. Mirren F.C., que conquistou seu 1º título na história da competição ao vencer a final contra o Celtic F.C., pelo placar de 2 a 0.

## Premiação
| Copa da Escócia de 1925-26          |
| Escócia                             |
| ----------------------------------- |
| St. Mirren F.C. Campeão (1º título) |